# カプフェロン
カプフェロン(Cupferron)は、N-ニトロソ-N-フェニルヒドロキシルアミンのアンモニウム塩であり、金属イオンの錯体を形成するために一般的に用いられる。化学式は、NH4[C6H5N(O)NO]である。このアニオンは、2つの酸素原子を介して五員キレート環を形成することで、金属カチオンと結合する。クペロンとも呼ばれる。
カプフェロンは、フェニルヒドロキシルアミンとニトロソニウムイオン源から合成できる。
C6H5NHOH + C4H9ONO + NH3 → NH4[C6H5N(O)NO] + C4H9OH